# Witbuikkuifvliegenvanger
De witbuikkuifvliegenvanger (Elminia albiventris) is een zangvogel uit de familie Stenostiridae.

## Verspreiding en leefgebied
Deze soort komt voor in centraal Afrika en telt twee ondersoorten:
- E. a. albiventris: zuidoostelijk Nigeria, westelijk Kameroen en het eiland Bioko.
- E. a. toroensis: noordoostelijk Congo-Kinshasa, Rwanda en westelijk Oeganda.

## Status
De grootte van de populatie is niet gekwantificeerd maar de soort wordt omschreven als algemeen tot zeer talrijk. Op de Rode lijst van de IUCN heeft deze soort de status niet bedreigd.